# William Herzog
William Herzog (fl. XX secolo) è stato un ginnasta e multiplista statunitense.

## Carriera
Herzog partecipò ai Giochi olimpici di Saint Louis 1904 nelle gare di triathlon e ginnastica. Giunse centocinquesimo nel concorso generale individuale, centoduesimo nel triathlon e novantaseiesimo nel concorso a tre eventi.